# Вольден, Хокон
Хокон Сингсдаль Вольден (норв. Håkon Singsdal Volden; родился 25 мая 2007) — норвежский футболист, защитник клуба «Русенборг».

## Клубная карьера
Выступал за молодёжные команды норвежских клубов «Отилиенборг», «Нардо» и «Русенборг». 4 апреля 2024 года подписал контракт с первой командой «Русенборга». Три дня спустя 16-летний футболист дебютировал в основном составе «Русенборга» в матче Элитсерии против «Стрёмсгодсета».

## Карьера в сборной
Выступал за сборные Норвегии до 16 и до 17 лет.